# Lista de governadores da Dakota do Sul
De 1889 a 1974, os governadores do Dakota do Sul eram eleitos por dois anos renováveis. Na década de 1940, estabeleceu-se que o governador só pode ser reeleito uma vez.
Desde 1974, o mandato é de 4 anos, renovável uma só vez.

## Lista de governadores do Dakota do Sul
| #  | Nome                | Mandato       | Partido     |
| -- | ------------------- | ------------- | ----------- |
| 1  | Arthur C. Mellette  | 1889 - 1893   | Republicano |
| 2  | Charles H. Sheldon  | 1893 - 1897   | Republicano |
| 3  | Andrew E. Lee       | 1897 - 1901   | Populista   |
| 4  | Charles N. Herreid  | 1901 - 1905   | Republicano |
| 5  | Samuel H. Elrod     | 1905 - 1907   | Republicano |
| 6  | Coe I. Crawford     | 1907 - 1909   | Republicano |
| 7  | Robert S. Vessey    | 1909 - 1913   | Republicano |
| 8  | Frank M. Byrne      | 1913 - 1917   | Republicano |
| 9  | Peter Norbeck       | 1917 - 1921   | Republicano |
| 10 | William H. McMaster | 1921 - 1925   | Republicano |
| 11 | Carl Gunderson      | 1925 - 1927   | Republicano |
| 12 | William J. Bulow    | 1927 - 1931   | Democrata   |
| 13 | Warren Green        | 1931 - 1933   | Republicano |
| 14 | Tom Berry           | 1933 - 1937   | Democrata   |
| 15 | Leslie Jensen       | 1937 - 1939   | Republicano |
| 16 | Harlan J. Bushfield | 1939 - 1943   | Republicano |
| 17 | Merrill Q. Sharpe   | 1943 - 1947   | Republicano |
| 18 | George T. Mickelson | 1947 - 1951   | Republicano |
| 19 | Sigurd Anderson     | 1951 - 1955   | Republicano |
| 20 | Joe Foss            | 1955 - 1959   | Republicano |
| 21 | Ralph Herseth       | 1959 - 1961   | Democrata   |
| 22 | Archie M. Gubbrud   | 1961 - 1965   | Republicano |
| 23 | Nils Boe            | 1965 - 1969   | Republicano |
| 24 | Frank Farrar        | 1969 - 1971   | Republicano |
| 25 | Richard F. Kneip    | 1971 - 1978   | Democrata   |
| 26 | Harvey L. Wollman   | 1978 - 1979   | Democrata   |
| 27 | William J. Janklow  | 1979 - 1987   | Republicano |
| 28 | George S. Mickelson | 1987 - 1993   | Republicano |
| 29 | Walter Dale Miller  | 1993 - 1995   | Republicano |
| 30 | William J. Janklow  | 1995 - 2003   | Republicano |
| 31 | M. Michael Rounds   | 2003—2011     | Republicano |
| 32 | Dennis Daugaard     | 2011-2019     | Republicano |
| 33 | Kristi Noem         | 2019-2025     | Republicano |
| 34 | Larry Rhoden        | 2025-presente | Republicano |